# اوریا (کومونه)
اوریا (به ایتالیایی: Oria) یک کومونه در ایتالیا است که در استان بریندیزی واقع شده‌است.

## خصوصیات
اوریا ۸۳ کیلومترمربع مساحت و ۱۵٬۳۵۷ نفر جمعیت دارد و ۸۳ متر بالاتر از سطح دریا واقع شده‌است.

## خواهرخوانده
شهر گروتافراتا خواهرخواندهٔ اوریا (کومونه) هست.